# Tout au long de la nuit
Pour les articles homonymes, voir All Night Long.
Pour plus de détails, voir Fiche technique et Distribution.
Tout au long de la nuit (titre original : All Night Long) est un film britannique réalisé par Basil Dearden, sorti en 1962.
L'histoire s'inspire de la pièce Othello de Shakespeare, transposée dans la scène jazz londonienne des années 1960.

## Synopsis
Rod Hamilton, un riche amateur de jazz, organise une grande fête d’anniversaire de mariage pour Aurelius Rex, chef d’orchestre et pianiste, et Delia Lane, une chanteuse à la retraite, dans un entrepôt au bord de la Tamise à Londres qu’il a rénové pour créer un espace pour des fêtes nocturnes et des jam sessions. Johnny Cousin, le batteur de Rex, a essayé de monter son propre groupe. Il s’est arrangé pour que Rod finance l’entreprise, et a également intéressé Lou Berger, un puissant agent de réservation, mais le soutien des deux hommes dépend de la véracité de l’affirmation de Johnny selon laquelle Delia sera sa chanteuse. Lorsque Delia dit à Johnny à la fête qu’elle a décidé de ne pas sortir de sa retraite parce qu’elle craint que cela ne provoque des tensions dans son mariage, Johnny lance une série complexe de machinations destinées à la séparer de Rex.
Johnny décide d’essayer de faire croire à Rex que Delia a une liaison avec son ami Cass Michaels, un saxophoniste alto du groupe de Rex et le road manager de Rex. Sachant que Cass est un toxicomane guéri, Johnny lui fait fumer de la marijuana, puis lui dit que Berger ne pense pas qu’il devrait gérer la tournée de Rex, ce qui entraîne l’explosion de Cass sur Berger et le renvoi de Rex. Ensuite, Johnny utilise l’équipement d’enregistrement de Rod pour enregistrer Cass en train de parler avec lui, puis avec Delia, et édite la cassette pour que les conversations – qui portent sur ce que Cass ressent pour sa petite amie Benny et comment Delia essaiera de faire en sorte que Rex pardonne à Cass – semblent être à propos de la liaison de Cass et Delia. Il donne des indices à Rex qui jouent sur les peurs de Rex de perdre Delia, et l’interprétation d’une chanson par Delia, répétée uniquement pour la fête comme une surprise pour Rex, renforce les soupçons de Rex qu’elle est malheureuse à la maison.
Finalement, Rex décide d’écouter la cassette trafiquée de Johnny. Il attaque Delia, l’étrangle, puis agresse Cass lorsqu’il tente d’intervenir, l’envoyant par-dessus la balustrade d’un balcon de l’entrepôt. Devant tout le groupe, Rex accuse Delia et Cass d’infidélité. Quand Emily, la femme de Johnny, demande à Rex pourquoi il se comporte de cette façon, Rex lui dit de demander à Johnny, et Emily s’effondre et proclame avec émotion que Johnny est « un menteur ». Il n’a jamais dit la vérité de toute sa vie. Rex mentionne la cassette, et Benny comprend que Cass parlait d’elle, pas de Delia, ce que Cass gravement blessé vérifie. Son complot découvert, Johnny s’enfuit de la pièce, poursuivi par Rex, qui est empêché d’étrangler Johnny à mort par l’apparition de Delia, meurtrie, mais vivante. Rex retourne lentement vers Cass, qui lui assure que « Tout est cool », puis quitte l’entrepôt. Delia court après Rex, et il s’arrête, mais quand il voit les marques de ses doigts sur son cou, il continue à s’éloigner. Alors qu’une ambulance arrive, Delia le poursuit à nouveau, et il s’arrête une fois de plus.
Cass est chargé dans l’ambulance et Benny l’accompagne. Tous les autres invités partent, mais Johnny reste derrière, jouant de la batterie. Emily lui dit qu’il est temps de partir et lui dit : « Je t’aime », ce à quoi il répond : « Tu ne comprends pas, je ne veux pas être aimé. Je n’aime personne. Je n’aime même pas Johnny. Va trouver quelqu’un d’autre à aimer ». Alors qu’Emily, puis Rod, sortent, laissant Johnny seul dans l’entrepôt presque sombre jouant un solo frénétique à la batterie, à l’extérieur, Rex et Delia marchent le long du talus, leurs bras autour des épaules de l’autre.

## Fiche technique
- Titre original : All Night Long
- Réalisation : Basil Dearden
- Scénario : Nel King, Paul Jarrico d'après Othello de William Shakespeare[1]
- Photographie : Edward Scaife
- Montage : John D. Guthridge
- Musique : Philip Green
- Lieu de tournage : Shad Thames, Southwark, Londres
- Pays de production :  Royaume-Uni
- Genre : Film dramatique, Film musical
- Durée : 91 minutes
- Dates de sortie :
  - Royaume-Uni : 6 février 1962 (Londres)
  - États-Unis : 17 avril 1963

## Distribution
- Patrick McGoohan : Johnny Cousin
- Keith Michell : Cass Michaels
- Betsy Blair : Emily
- Paul Harris : Aurelius Rex
- Marti Stevens : Delia Lane

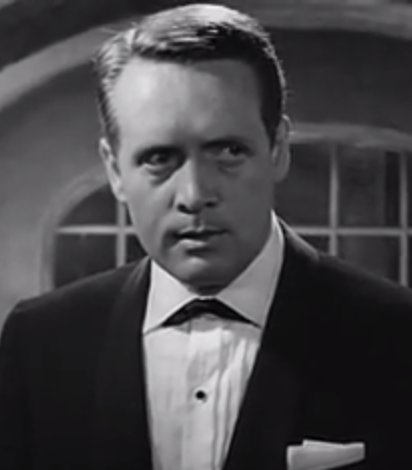
Patrick McGoohan dans All Night Long

- Richard Attenborough : Rod Hamilton
- Bernard Braden : Lou Berger
- Harry Towb : Phales
- María Velasco : Benny
- Dave Brubeck : lui-même - piano
- John Dankworth : lui-même - saxophone alto
- Charles Mingus : lui-même - basse
- Bert Courtley : lui-même - trompette
- Keith Christie : lui-même - trombone
- Ray Dempsey : lui-même - guitare
- Tubby Hayes : lui-même - vibraphone
- Allan Ganley : lui-même - batterie
- David Cargill : un musicien
- Gabriella Licudi : une fille
- Geoffrey Holder

## Bande originale
- Philip Green
- Tubby Hayes (musique additionnelle The Chase)
- Kenny Napper (musique additionnelle Sax Reference)
- John Scott (musique additionnelle Scott-Free)
- Dave Brubeck (musique additionelle, nouvel enregistrement de It's a Raggy Waltz)
- Dave Brubeck et Charles Mingus (improvisation Non-Sectarian Blues)